# Piranthus casteti
Piranthus casteti là một loài nhện trong họ Salticidae.
Loài này thuộc chi Piranthus. Piranthus casteti được Eugène Simon miêu tả năm 1900.